# الترسيب المناعي للكروماتين مع مصفوفة حمض نووي دقيقة
ChIP-on-chip (تعرف أيضا بChIP-CHIP) هي تكنولوجيا تجمع الترسيب المناعي للكروماتين (‘ChIP’) مع مصفوفة حمض نووي دقيقة
(chip). مثل ChIP العادي، تستخدم ChIP-on-chip للبحث في التفاعلات بين البروتينات والحمض النووي في الجسم الحي. فهي تسمح بتحديد هوية تعديلات الهيستون، ومجموع مواقع الارتباط، للبروتينات المرتبطة بالحمض النووي على قواعد الجينوم الواسع. يمكن إجراء تحليل الجينوم الكامل لتحديد أماكن مواقع الارتباط لاي بروتين مهم تقريبا.  كما يوحى اسم التقنية، مثل هذه البروتينات بشكل عام هي تلك التي تعمل في سياق الكروماتين. أبرز ممثلي هذه الفئة هم عوامل النسخ والبروتينات المتعلقة بالنسخ، مثل مجمع التعرف على اصل البروتين (ORC)، الهيستونات، المتغيرات الخاصة بهم، وتعديلات الهيستون.
هدف ال ChIP-on-chip هو تحديد مواقع الارتباط للبروتين الذي قد تساعد في تحديد العناصر الوظيفية في الجينوم. على سبيل المثال، في حالة عامل النسخ كبروتين مهم، يمكن للمرء تحديد مواقع ربط عامل النسخ في جميع انحاء الجينوم. تسمح البروتينات الأخرى بتحديد مناطق التحفيز، المعززات، المثبطات وعناصر الكتم، العوازل، العناصر الحدودية والتسلسلات التي تتحكم في تضاعف الحمض النووي. إذا كانت الهيستونات محل اهتمام، فمن المعتقد ان توزيع التعديلات وتوطينها قد تقدم رؤى جديدة حول آليات التنظيم.
من أحد الاهداف الطويلة الامد الذي كانت للChIP-on-chip مصنوعه لها هو لتأسيس كاتالوج يعرض تفاعلات البروتين المرتبط بالحمض النووي تحت الكثير من الحالات الفسيولوجيه. هذه المعارف في النهاية سوف تساعد في فهم الميكانيكية خلف تنظيم الجين، التكاثر الخلوي وتقدم الأمراض. بالتالي، ChIP-on-chip توفر كلا من القدرة على تكملة معرفتنا عن تزامن الجينوم الذي يكون على درجة النوكليوتيد ومعلومه على درجة عاليه من المعلومات والتنظيم، حيث انها منتشره من قبل البحث على علم التخلق.

## القواعد التكنيكية
القواعد التكنيكية للتوصل لتفاعلات الChIP-on-chip ، هي مصفوفات حمض نووي دقيقة أو ما يعرف ب “chips”. يمكن ان تصنف أو تميز لعدة سمات:
نوع المسبار: مصفوفه الحمض النووي يمكن ان تشمل اما ان يرصد ميكانيكيا cDNAs أو نواتج تفاعل البوليمراز المتسلسل، يرصد ميكانيكيا أو قليلات النوكليوتيد، أو قليلات النوكليوتيد التي يتم توليفها في موقعها.  الاصدارات المبكره للmicroarrays تم تصميمها للكشف عن الاحماض النوويه الريبوزيه من تعبير نواحي الجينوم (اطار القراءة المفتوح aka ORFs). بالرغم من هذه المصفوفات مثاليه ومناسبة لدراسة خصائص التعبير الوراثية، لديهم اهمية محدودة في تفاعلات الChIP لأن معظم البروتينات «المثيرة للاهتمام» فيما يتعلق بهذا الربط التكنولوجي في المناطق الجينية.  في الوقت الحاضر يمكن حتى تصميم المصفوفات المخصصة وضبطها بدقة لتتناسب مع متطلبات التجربة. أيضا، يمكن توليف أي تسلسل من النيوكليوتيدات لتغطية الجينات وكذلك المناطق البينَ جينيه.
حجم المسبار: كان للإصدار المبكر لمصفوفات الcDNA طول مسبار يبلغ حوالي 200bp . الاصدارات الاخيرة من المصفوفات تستخدم وحدة الاوليجو بنفس القصر 70- (micrroarays,Inc.) ل25-mers (Affymetrix). (فبراير 2007).